# Spalerosophis arenarius
Espèce
Synonymes
- Zamenis arenarius Boulenger, 1890

Spalerosophis arenarius  est une espèce de serpents de la famille des Colubridae.

## Répartition
Cette espèce se rencontre :
- en Inde au Rajasthan ;
- au Pakistan dans la province de Sind.

## Publication originale
- Boulenger, 1890 : The Fauna of British India, Including Ceylon and Burma. Reptilia and Batrachia. p. 1-541 (texte intégral).